# Cruz al Mérito de Guerra
La Cruz al Mérito de Guerra o Kriegsverdienstkreuz en alemán es el nombre de las diferentes condecoraciones militares alemanas otorgadas en tiempos de guerra durante los siglos XIX y XX. La mayoría de estas condecoraciones se otorgaron durante la Primera Guerra Mundial. La condecoración más conocida por este nombre fue la Cruz Militar creada en 1939 por Adolf Hitler.

## Nacionalsocialismo 1933-1945
En 1934, el presidente del Reich, Paul von Hindenburg, estableció la Cruz de Honor de la Guerra, que se otorgaba como una especie de medalla conmemorativa en el vigésimo aniversario del inicio de la guerra y se otorgaba en su forma más común con espadas como la Cruz de Honor para Combatientes del Frente. Sin embargo, esta cruz no debe confundirse con la Cruz al Mérito de Guerra de 1939.
Al comienzo de la Segunda Guerra Mundial, Adolf Hitler estableció la Cruz al Mérito de Guerra (1939) como un reconocimiento a los méritos durante la guerra que no eran suficientes para recibir la Cruz de Hierro, así como para honrar a personas que no estaban en servicio militar.